# Деверё, Ричард (рыцарь)
Сэр Ричард Деверё (англ. Sir Richard Devereux; 1513 — 13 октября 1547) — английский рыцарь, восходящая политическая фигура во время Генриха VIII и Эдуарда VI, когда его карьера была прервана его внезапной смертью при жизни его отца. Его старший сын получил титул 1-го графа Эссекса.

## Биография
Он родился в 1513 году, старший сын Уолтера Деверё, 1-го виконта Херефорда (ок. 1490—1558), и Мэри Грей (1491—1538).
Его бабушкой и дедушкой по отцовской линии были Джон Деверё, 9-й барон Феррерс из Чартли (ок. 1461—1501), и Сесилия Буршье (? — 1493). Его бабушкой и дедушкой по материнской линии были Томас Грей, 1-й маркиз Дорсет (1451—1501), и его вторая жена Сесилия Бонвилл, баронесса Харингтон и Бонвилл (1460—1529).
Ричард Деверё жил в Кармартене, Уэльс, где он был бальи в 1534—1535 годах, и мэром в 1536—1537 годах. В 1535 году он был уполномоченным по делам духовности епархии Святого Дэвида. Позже он решительно выступил за каноников в их споре с епископом Барлоу Сент-Дэвидс. В 1542 году он был кандидатом на выборах в парламент и был отмечен тем, что оживил город Камартен, поощряя непослушное поведение и прибегая к силе, что побудило его противника подать жалобу. Позже в 1546 году Ричард Деверё будет рассмотрен Тайным советом на предмет комментариев по поводу религиозных обрядов, которые он считал суеверными.
Он был заместителем управляющего лордств Арвист и Сайфилиог в Монтгомеришире в 1537 году. Он поддержал своего отца в его споре со 2-м графом Вустером и округом Нью-Камартен.
В 1543 году он служил под командованием сэра Джона Уоллопа, когда тот возглавил небольшое английское войско, чтобы помочь германскому императору Карлу V в его вторжении во Францию. Он был упомянут в депеше об этой кампании.
Ричард Деверё был заместителем судьи и камергером Южного Уэльса во время правления Генриха VIII. Он был мировым судьей Кардиффа и Пембрукшира в 1543 году, а также Глостера и Монмутшира в 1547 году. Он был хранителем рукописей Кармартеншира с 1543 года до своей смерти в 1547 году.
Ричард Деверё был произведен в рыцари Ордена Бани 20 февраля 1547 года на коронации Эдуарда VI Английского. Позже в этом году он стал членом совета в графствах Уэльса.
Он был избран в парламент от Кармартеншира в 1545 году и снова незадолго до своей смерти в 1547 году.

## Брак и дети
1 июля 1536 года Ричард Деверё женился на Дороти Гастингс, дочери Джорджа Гастингса, 1-го графа Хантингдона, и Энн Стаффорд. У них были дети:
- Уолтер Деверё, 1-й граф Эссекс (1541—1576)[1]
- Элизабет Деверё. Она вышла замуж за сэра Джона Вернона из Ходнета[1]
- Сэр Джордж Деверё[1]
- Энн Деверё. Она вышла замуж за Генри Клиффорда[1].

## Смерть
Ричард Деверё скончался 13 октября 1547 года. Он был похоронен в приходской церкви Святого Олава Харт-стрит в Лондоне под надписью 'Richarde Deuereux, sonne and Heyre to the lord Ferrers of Chartley' .